# آهوی ختن سیبری

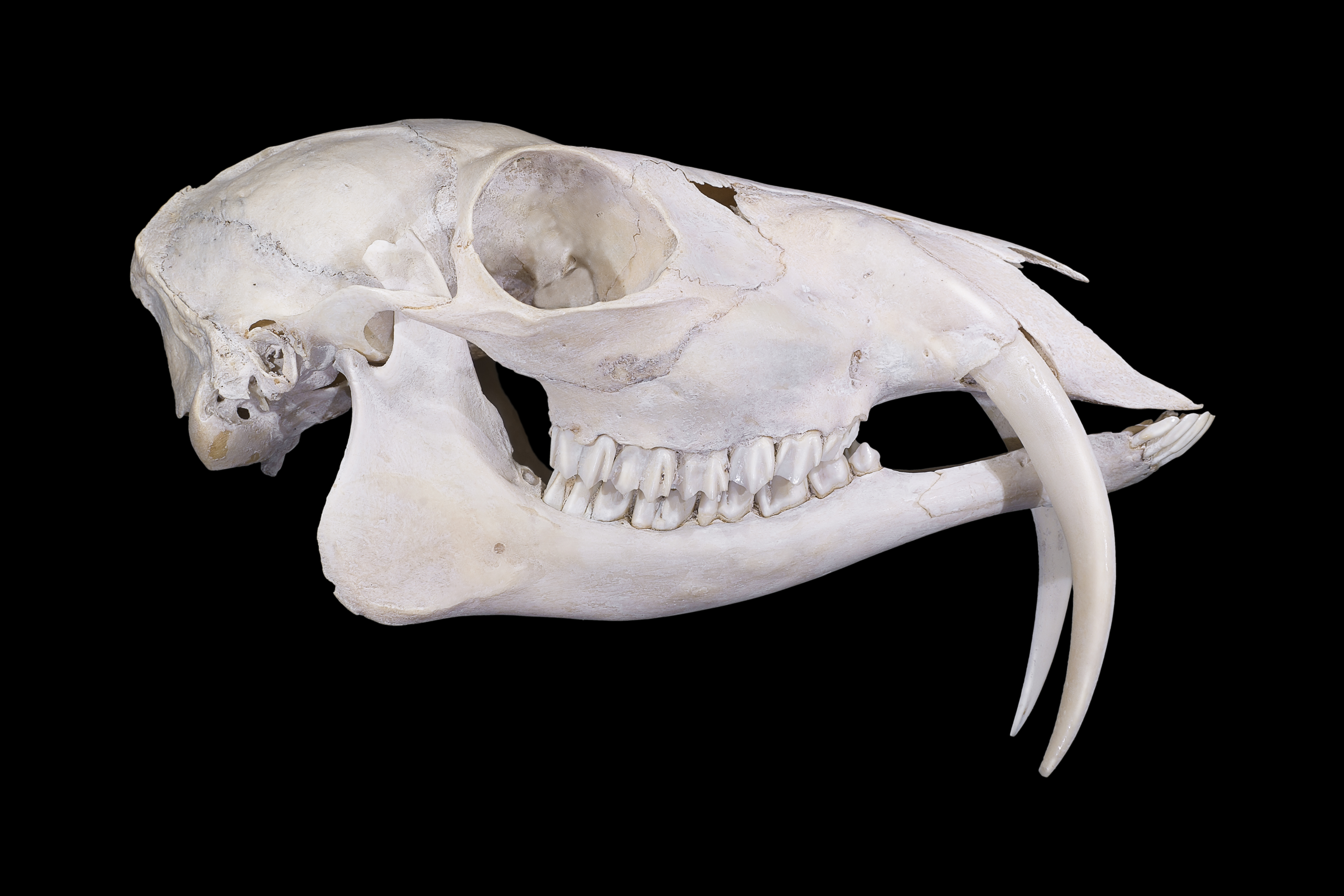
جمجمه آهوی ختن سیبری.

جمجمه آهوی ختن سیبری از زوایای گوناگون.

آهوی خُتَن سیبری گونه‌ای آهوی جفت‌سم است که در جنگل‌های کوهستان‌های شمال شرق آسیا زندگی می‌کند. وجود این گونه در تایگا (منطقه‌ای در جنوب سیبری) رایج است اما در مغولستان، منچوری و شبه جزیره کره هم دیده شده‌است. معمولاً در شب‌ها و آن هم فاصله کوتاه را کوچ می‌کنند. بلندی بالای ۲۶۰۰ متر را ترجیح می‌دهد. گونه بالغ آن کوچک است و بین ۷ تا ۱۷ کیلوگرم وزن دارد.
این گونه از سوی اتحادیه بین‌المللی حفاظت از طبیعت به عنوان گونه‌ای آسیب‌پذیر شناخته شده‌است. بیشتر به دلیل مشک آن شکار می‌شود که قیمت آن تا ۴۵۰۰۰ دلار برای هر کیلوگرم هم می‌رسد. تنها چند ده گرم مشک می‌توان از گونه نر این جانور به دست آورد. می‌توان بدون کشتن جانور، مشک را از غده آن بیرون آورد ولی شکارچیان این کار را به ندرت انجام می‌دهند.
بارزترین ویژگی این گونه، دندان‌های خون‌آشام‌مانندش و نیز سر شبیه به کانگوروی آن است. جنس نر آن این دندان‌های جلو را به جای شاخ درمی‌آورد.
یک زیرگونه متمایز از آن در جزیره ساخالین زندگی می‌کند.